# Kerstin Mark
Kerstin Mark (* 13. Mai 1985 in Saarlouis) ist eine deutsche Radiomoderatorin, Redakteurin, Sprecherin und Podcasterin.

## Leben
Kerstin Mark wuchs in Hülzweiler im Saarland auf und studierte Sportwissenschaft, Musikwissenschaft und Deutsche Sprachwissenschaft an der Universität des Saarlandes. Das Studium beendete sie mit dem Magister Artium.
Kerstin Mark ist verheiratet und Mutter von zwei Kindern.

## Radio
Zwischen 2003 und 2012 moderierte Kerstin Mark mehrere Sendungen des SR-Jugendsenders 103.7 UnserDing. Als Expertin für „Black Music“ und „American HipHop“ war sie Redakteurin und Moderatorin von „103.7 UnserDing Schwarz“, eine Spezialsendung, die jeden Freitagabend ausgestrahlt wird. Ihre letzte „Schwarz“-Sendung moderierte sie am 28. Dezember 2012.
2012 wechselte Kerstin Mark innerhalb des Saarländischen Rundfunks zur Popwelle SR1. Sie moderierte unter anderem die Sendung „SR1 Charts“.
Seit Juli 2014 ist sie zu hören in „Balser & Mark. Dein Morgen“, der Morningshow von SR1. Hier ist sie insbesondere für Sport-, Musik- und Unterhaltungsthemen zuständig. In der Rubrik „Et Kerstin iwwasetzt - das Original“ übersetzt sie Songs ins Saarländische. Ihr Moderationspartner war Christian Balser, der am 16. Dezember 2022 seine letzte Sendung moderierte und seinen Abschied von SR1 verkündete.
Seit April 2023 ist ihr Moderationspartner am Morgen Marc-André Kruppa. Im wöchentlichen Wechsel mit einem anderen Frühteam moderieren sie die Sendung "SR1 Die Morningshow".
Im Februar 2024 ging ihr Podcast „Elterngame - Erziehung ist kein Kindergarten“ auf allen möglichen Podcastplattformen online. Darin spricht sie mit "Papa Jonas" auf unterhaltsame Art und Weise über die Tücken des Elterndaseins.

## Sprecherin
Kerstin Mark spricht Fernsehbeiträge, Werbetrailer und andere Produktionen. Außerdem moderiert(e) sie Veranstaltungen wie das „Halberg Open-Air“ oder diverse „SR1 Unpluggeds“.